# التسلسل الزمني لتاريخ قبرص
هذا تسلسل زمني لتاريخ قبرص ويشمل التغييرات القانونية والإقليمية الهامة والأحداث السياسية في قبرص. للقراءة عن تفاصيل الأحداث، انظر تاريخ قبرص. انظر أيضا قائمة رؤساء قبرص.

## العصر الحجري القديم والحديث (إلى حوالي 3,800 ق.م)
| السنة           | التاريخ | الحدث |
| --------------- | --- | --- |
| 12000–11000 ق.م | | أقدم موقع لنشاط بشري مفترض في قبرص هو أيتوكرمنوس، الواقع على الساحل الجنوبي. تشير بقايا حيوانات متحجرة والأدوات الحجرية إلى أن الصيادين وجامعي الثمار الموسمين كانوا نشطين في الجزيرة منذ حوالي 12000 ق.م. |
| 12000–11000 ق.م | انقراض الفيلة القزمة (Elephas cypriotes) وأفراس النهر القزمة (Hippopotamus Minor) المستوطنة بالجزيرة، على الأرجح بسبب الوجود البشري. | |
| 9500–8800 ق.م   | | أنشئت أولى المستوطنات الدائمة في أسبروكرمنوس وكليموناس ورودياس، وأسسها سكان العصر الحجري الحديث ما قبل الفخاري الذين أدخلوا الكلاب والأغنام والماعز والماشية والخنازير والثعالب والغزلان إلى الجزيرة. وكليموناس هي أقدم قرية زراعية معروفة في العالم. |
| 8700–7000 ق.م   | | يُعتقد أن المرحلة الثانية من الهجرات الأولى جرت بين 8700 و 7000 ق.م مع مستوطنات في أكانثو وميلوثكيا وشلوركامبوس وتنتا. يُعتقد أن الآبار المكتشفة في غرب قبرص هي من بين الأقدم في العالم، ويرجع تاريخها إلى 9000 إلى 10500 عام. تم اكتشاف بقايا قطة عمرها 8 أشهر مدفونة مع مالكها البشري في شلوركامبوس. يقدر عمر القبر بـ 9500 عام، وهو ما يسبق الحضارة المصرية القديمة ويدفع إلى الوراء أقدم ارتباط معروف بين القطط والإنسان. |
| 7000 ق.م        | | تأسست قرية شويروكويتا من العصر الحجري الحديث (أحد مواقع التراث العالمي لليونسكو). |
| 6000 ق.م        | | هُجرت قرية شويروكويتا فجأة لأسباب غير معروفة. يبدو أن الجزيرة ظلت غير مأهولة بالسكان لمدة 1500 عام حتى المرحلة التالية من الاستيطان التي أدت إلى ظهور ثقافة سوتيرا. |
| 4600 ق.م        | | المرحلة الثانية من استيطان شويروكويتا من قبل مزارعي العصر الحجري الحديث من الأناضول أو بلاد الشام. |
| 3800 ق.م        | | ضرب زلزال كبير قبرص مما بشّر بنهاية ثقافة العصر الحجري الحديث على الجزيرة. |

## القرن 36 - 25 ق.م
| سنة           | التاريخ | الحدث |
| ------------- | ------- | --- |
| 3600–2600 ق.م |         | ارتباط الحياة الاجتماعية والثقافية مع الفترة السابقة وازدياد المستوطنات في الجزيرة. وواصل سكان قبرص من العصر النحاسي استخدام الحجر، ولكن الآن في تركيبة من النحاس لأشياء مثل الأزاميل والخطافات والمجوهرات. تسود خصوبة الإناث والتماثيل المتعامدة، وكذلك الفخار الأحمر على الأبيض. |
| 3500 ق.م      |         | أولى علامات الأعمال المعدنية على الجزيرة إيذانا ببداية العصر النحاسي. |
| 2450 ق.م      |         | الانتقال من العصر النحاسي إلى العصر البرونزي وظهور ثقافة فيليا بعد الهجرات من الأناضول. تم إدخال علم المعادن والماشية والحمير والأغنام الصوفية إلى الجزيرة. يظهر شكل جديد من الفخار المميز والأواني الحمراء المصقولة وعناصر دخيلة أخرى في البيانات الأثرية وثقافة المواد.          |

## القرن 23 - 16 ق.م
| السنة         | التاريخ | الحدث |
| ------------- | --- | --- |
| 2250–1700 ق.م | | تميزت استمرارية فيليا في الغالب بالتنمية السلمية. وتطور الاتصالات التجارية مع كل من مينوسية كريت والمشرق العربي. |
| 1600 ق.م      | | استغلال النحاس والتوسع العمراني وتأسيس إنكومي، أول مركز صناعي في قبرص.                                           |
| 1600 ق.م      | احتمال وجود اتصالات تجارية بين قبرص ومصر من خلال قطع أثرية مصرية لفترة الهكسوس موجودة في قبرص. | |
| 1550 ق.م      | | تم إدخال محو الأمية في الجزيرة من خلال كتابة قبرصية-مينوسية مقطعية، وتم توثيقها لأول مرة في إنكومي.              |
| 1550 ق.م      | أدى تدمير مملكة الهكسوس على يد أحمس الأول إلى انهيار الروابط السياسية والاقتصادية بين قبرص والهكسوس. قد يكون الخرطوش غير المكتمل الذي تعرض للتعرية الجوية، ويرجع تاريخه إلى أوائل الأسرة الثامنة عشرة في مصر والذي تم العثور عليه في قبرص مؤشراً على حقبة جديدة من العلاقات مع العالم الخارجي. | |

## القرن 15 - 13 ق.م
| السنة          | التاريخ | الحدث |
| -------------- | ------- | --- |
| 1400 ق.م       |         | بسط تحتمس الثالث نفوذه على قبرص تحت اسم "إيزي" أو "إرس" (ربما يشير إلى ألاسيا [الإنجليزية])، والتي قيل إنها تقدم الجزية إلى الفرعون بشكل معادن وأخشاب.                                                 |
| حوالي 1300 ق.م |         | تطور الاتصالات التجارية الوثيقة بين قبرص والحضارة الإيجية، وشهد على ذلك استيراد سلع فاخرة منها وتأثير إيجة على الحرف اليدوية القبرصية. بدأ التجار الميسينيون زيارة الجزيرة وإنشاء محطات لتصدير النحاس. |
| حوالي 1200 ق.م |         | أول اسم مسجل للملك القبرصي كوشمشوشا خلال القرن 13 ق.م، وثقتها رسائل إلى أوغاريت من ألاسيا (قبرص). |
| 1230 ق.م       |         | أصبحت قبرص دولة تابعة للإمبراطورية الحثية، لكنها في الأساس لاتتدخل إلا قليلا في شؤونها الداخلية. |
| 1220 ق.م       |         | ألحق توضاليا الرابع قبرص إلى حكمه. |
| 1205 ق.م       |         | انتصر آخر ملوك الحيثيين سوبلوليوما الثاني في معركة بحرية حاسمة ضد ألاسيا (القبارصة) قبالة سواحل قبرص، في أول معركة بحرية مسجلة في التاريخ.                                                             |

## القرن 12 - 11 ق.م
| السنة         | التاريخ | الحدث |
| ------------- | ------- | --- |
| 1190 ق.م      |         | غزوات شعوب البحر. |
| 1179 ق.م      |         | شهد قبرص هجرات سكان إيجة إليها من خلال وفرة الفخار المصنوع محليًا على الطراز الموكياني (IIIC: 1b) وغيرها من سمات إيجة / الأوروبية. بدأت عملية هلينة الجزيرة.                                                                 |
| 1150–1050 ق.م |         | حدثت موجة ثانية رئيسية من الإستيطان اليوناني بعد انهيار العصر البرونزي لليونان الموكيانية، مصحوبة بظهور المزيد من ميزات الإيجية مثل مقابر الدروموي الطويلة وإدخال اللغة اليونانية.                                          |
| 1100 ق.م      |         | ظهور المقطعي القبرصي، واستخدم في كل من اللغة الأركادية-قبرصية-إغريقية والقبرصية القديمة. استمرت الكتابة بتلك النصوص التي تطورت من الخط القبرصي-مينوسي الموجود بالأساس حتى نهاية القرن 3 ق.م عندما استبدل بألفبائية يونانية. |
| 1050 ق.م      |         | تأسيس دولة المدينة أماثوس، آخر مركز حضري قبرصي في العصر الحديدي لقبرص حيث استمرت اللغة القبرصية القديمة حتى حوالي 400 ق.م.                                                                                                  |

## القرن 10 ق.م - 6 ق.م
| السنة          | التاريخ                                                                   | الحدث |
| -------------- | ------------------------------------------------------------------------- | --- |
| حوالي 1000 ق.م |                                                                           | ظهور دول المدن والتي عرفت لاحقًا باسم ممالك المدن القبرصية العشر. |
| 950 ق.م        |                                                                           | دليل أدبي على وجود الفينيقيون في كتيون تحت حكم صور. |
| 850 ق.م        |                                                                           | بنيت المقابر الملكية في مدينة سلاميس. |
| 800 ق.م        |                                                                           | استقر التجار الفينيقيون في كتيون. |
| 709 ق.م        |                                                                           | خضوع ممالك قبرص للإمبراطورية الآشورية الحديثة، على الرغم من عدم وجود دليل واضح على احتلالها في البيانات الأثرية والثقافة المادية؛ ولكن يبدو أن الممالك عرضت استسلامها لسرجون الثاني وكان لها معاملة الدولة العميلة. |
| 631 ق.م        |                                                                           | إعلان ممالك قبرص العشر استقلالها عن الحكم الآشوري. |
| 570 ق.م        |                                                                           | احتل المصريون قبرص تحت حكم أحمس الثاني. |
| 525 ق.م        |                                                                           | ممالك قبرص تبايع قمبيز الثاني ملك الأخمينيون تحسباً لغزو مصر. |
| 525 ق.م        | معركة لوزيوم (525 قبل الميلاد): هزم الجيش الفارسي الجيش المصري في لوزيوم. | |

## القرن 5 ق.م
| السنة   | التاريخ                                                                                             | الحدث                                                                       |
| ------- | --------------------------------------------------------------------------------------------------- | --------------------------------------------------------------------------- |
| 499 ق.م | | الثورة الإيونية: ثار أريستاجوراس الطاغية المعين لميليتوس على الحكم الفارسي. |
| 499 ق.م | الثورة الأيونية: بدعم من أثينا وإريتريا استولى أريستاجوراس على ساردس عاصمة مرزبانية ليديا الفارسية. |                                                                             |
| 499 ق.م | الثورة الأيونية: انضمام الممالك القبرصية إلى الثورة.                                                |                                                                             |
| 498 ق.م | | الثورة الأيونية: أعاد الجيش الفارسي السيطرة على قبرص.                       |
| 450 ق.م | | ازدياد أهمية كتيون والحاق إداليون.                                          |
| 450 ق.م | استقر الحكام الفينيقيون في سالاميس.                                                                 |                                                                             |
| 411 ق.م | | استعاد إيفاجوراس الأول عرش سلاميس..                                         |
| 400 ق.م | | رسخ إيفاجوراس الأول نفسه لحكم قبرص بمساعدة الأثينيين.                       |

## القرن 4 ق.م
| السنة   | التاريخ                                  | الحدث                                                        |
| ------- | ---------------------------------------- | ------------------------------------------------------------ |
| 386 ق.م |                                          | بموجب معاهدة أنطاكيداس، وافقت أثينا على الحكم الفارسي لقبرص. |
| 380 ق.م |                                          | استعاد الفرس جزيرة قبرص.                                     |
| 350 ق.م |                                          | بدأ تمرد القبارصة مرة أخرى.                                  |
| 344 ق.م |                                          | سحق ارتخشاشا الثالث التمرد القبرصي.                          |
| 333 ق.م |                                          | ضم إسكندر المقدوني جزيرة قبرص إلى حكمه.                      |
| 331 ق.م |                                          | بداية حكم نيكوكريون.                                         |
| 325 ق.م |                                          | انتهاء العصر العتيق والكلاسيكي في الجزيرة.                   |
| 310 ق.م |                                          | انتهاء حكم نيكوكريون.                                        |
| 310 ق.م | أصبح مينيلوس [الإنجليزية] مرزبانًا لقبرص. |                                                              |
| 306 ق.م |                                          | انتهاء حكم مينيلوس.                                          |
| 306 ق.م | بداية حكم أنتيغونوس.                     |                                                              |
| 301 ق.م |                                          | انتهاء حكم أنتيغونوس.                                        |
| 301 ق.م | بدء حكم سلالة البطالمة.                  |                                                              |

## القرن 3 ق.م - القرن 1 ق.م
| السنة   | التاريخ | الحدث |
| ------- | ------- | --- |
| 300 ق.م |         | أصبح الفيلسوف القبرصي البارز زينون الرواقي مؤسس المدرسة الرواقية للفلسفة في أثينا في أوائل القرن 3 ق.م. |
| 245 ق.م |         | إلغاء الممالك القبرصية وخضوع الجزيرة لحكم البطالمة. تم إنشاء ألفبائية يونانية واليونانية المختلطة لتكون أدوات الإدارة الرسمية. انقرضت كل من اللغتين المقطعية القبرصية والفينيقية وأصبحت الجزيرة بعد ذلك هيلينية بالكامل. |
| 116 ق.م |         | أرسلت كليوباترا ابنها بطليموس فيلوميتور إلى قبرص. |
| 109 ق.م |         | أرسلت كليوباترا إبنها الإسكندر وشقيق بطليموس التاسع لاتيروس إلى قبرص. |
| 58 ق.م  |         | أصبحت قبرص مقاطعة رومانية. |
| 51 ق.م  |         | أعيدت قبرص إلى حكم كليوباترا بمساعدة يوليوس قيصر. |
| 30 ق.م  |         | انتهاء سلالة البطالمة وعودة قبرص إلى الحكم الروماني. |

## القرن 1 - القرن 5
| السنة | التاريخ | الحدث |
| ----- | ------- | --- |
| 45    |         | أدخل كلا من الرسول بولس والقديس برنابا وسانت مرقس المسيحية إلى قبرص واعتنق معهم الحاكم الروماني سرجيوس بولس.                    |
| 115   |         | حرب كيتوس: بدأت ثورة يهودية مسيانية، مما أدى إلى مذبحة 240 ألف يوناني في قبرص. ويتدخل تراجان لإعادة السلام وطرد اليهود من قبرص. |
| 116   |         | حرب كيتوس: نهاية الثورة. |
| 335   |         | قمع فلافيوس دالماتيوس ثورة المغتصب كالوكيروس.                                                                                   |
| 350   |         | أعاد قنسطانطيوس الثاني ابن قسطنطين بناء سلاميس بعد أن دمرها الزلازل وأطلق عليها اسم كونستانتيا.                                 |
| 395   |         | أصبحت قبرص جزءًا من الإمبراطورية البيزنطية.                                                                                      |
| 431   |         | نالت كنيسة قبرص على استقلالها عن بطريرك أنطاكية في مجمع أفسس الأول.                                                             |

## القرن 6 - القرن 13
| السنة | التاريخ                                                                      | الحدث |
| ----- | ---------------------------------------------------------------------------- | --- |
| 649   |                                                                              | استولى معاوية بن أبي سفيان على الجزيرة في 220 سفينةٍ واحتل العاصمة سالاميس - كونستانتيا بعد حصار قصير، لكنه صالح أهلها على جزية 7000 دينار. وفي سياق تلك الحملة سقطت الصحابية أم حرام بنت ملحان من بغلها بالقرب من بحيرة الملح في لارنكا وماتت. ودُفنت في المكان الذي بني عليه تكية هالة سلطان في العهد العثماني. |
| 683   |                                                                              | جلاء الحامية الإسلامية التي رابطت أكثر من 30 سنة في قبرص، وذلك في عهد يزيد بن معاوية. |
| 688   |                                                                              | معاهدة بين الإمبراطور جستنيان الثاني والخليفة عبد الملك بن مروان التزما بموجب شروطها بعدم وجود حاميات في الجزيرة، وأن يتم تقسيم جميع الضرائب المحصلة بين العرب والإمبراطور. |
| 965   |                                                                              | حكم البيزنطيون قبرص مجددًا في عهد نقفور الثاني. |
| 1185  |                                                                              | تمرد إسحاق كومنينوس وهو آخر حكام بيزنطة لقبرص من سلالة فرعية من سلالة كومنينيون، وحاول الاستيلاء على العرش. ولم تنجح محاولته الانقلابية، ولكنه تمكن من المحافظة على حكم الجزيرة بفضل دعم ويليام الثاني ملك صقلية.                                                                                               |
| 1192  |                                                                              | انتهى عهد إسحاق كومنينوس بعد رفضه إطلاق سراح السجناء والكنوز التي استولى عليها من حطام ثلاث سفن إنجليزية في طريقها إلى عكا، فغزا ريتشارد الأول قبرص. ثم باع الجزيرة إلى منظمة فرسان الهيكل والتي بدورها باعتها إلى غي دي لوزينيان من سلالة لوزينيان.                                                            |
| 1192  | بدأ غي دي لوزينيان وسلالته حكمهم للجزيرة مملكة مستقلة، عرفت باسم مملكة قبرص. | |
| 1193  |                                                                              | ولد ألثيدس القبرصي، الفيلسوف المسافر |

## القرن 14 - القرن 18
| السنة | التاريخ                                      | الحدث |
| ----- | -------------------------------------------- | --- |
| 1347  |                                              | ضرب الموت الأسود قبرص وقضي على مابين خمس إلى ثلث السكان. |
| 1361  |                                              | ضمت مملكة قبرص كلا من أنطاليا وكوريكوس في الأناضول لفترة وجيزة.                                                                                                 |
| 1474  |                                              | كاثرين كورنارو آخر ملوك مملكة قبرص خلفًا لجيمس الثاني. |
| 1489  | فبراير                                       | أجبرت حكومة البندقية كاثرين على التنازل عن حقوقها في قبرص لعدم وجود وريث لها. فبها انتهى حكم سلالة لوزينيان بعد حوالي ثلاثة قرون.                               |
| 1489  | أصبحت قبرص مستعمرة خارجية لجمهورية البندقية. | |
| 1489  | 9 يونيو                                      | شن الأتراك العثمانيون غارة على شبه جزيرة كارباسيا. |
| 1539  |                                              | هاجم العثمانيون ليماسول. |
| 1570  | 1 يوليو                                      | غزو العثمانيون لقبرص ب 80000 رجل. |
| 1570  | 25 يوليو                                     | حصار الجيش العثماني لنيقوسيا. |
| 1570  | 9 سبتمبر                                     | سقوط نيقوسيا بيد العثمانيين. ومقتل 20000 نيقوسي ويوناني ولاتيني.                                                                                                |
| 1571  |                                              | سقطت فاماغوستا بعد حصار منذ العام السابق بيد العثمانيين إيذانا بنهاية حكم البندقية. تم ذبح معظم المسيحيين الباقين في المدينة، ومن بينهم ماركو أنطونيو براجادين. |
| 1571  | خضعت قبرص بالكامل للحكم العثماني.            | |

## القرن 19
| السنة | التاريخ  | الحدث |
| ----- | -------- | --- |
| 1821  |          | وقف القبارصة مع اليونان في ثورتهم ضد العثمانيين. تم إعدام رجال الكنيسة البارزين والوجهاء في الجزيرة كعقاب. وفر 20 ألف شخص من الجزيرة.                                                                   |
| 1878  | 12 يوليو | بدأ الاحتلال البريطاني. تولى البريطانيون إدارة الجزيرة بالاتفاق المتبادل لحماية طريقهم البحري إلى الهند عبر قناة السويس. في المقابل وافقت بريطانيا على مساعدة العثمانيين ضد الهجمات الروسية المستقبلية. |
| 1878  | 22 يوليو | أصبح السير غارنت ولسلي مفوضًا للتاج. |
| 1879  |          | أصبح السير روبرت بيدولف مفوضاً للتاج. |
| 1886  |          | أصبح السير هنري إرنست بولوير مفوضاً للتاج. |
| 1892  |          | أصبح السير والتر سيندال مفوضا للتاج. |
| 1898  |          | أصبح السير ويليام فريدريك هاينز سميث مفوضًا للتاج. |

## القرن 20
| السنة | التاريخ | الحدث |
| ----- | --- | --- |
| 1914  | | ضمت بريطانيا قبرص ردًا على تحالف تركيا مع ألمانيا والنمسا-المجر في الحرب العالمية الأولى. |
| 1920  | | أصبح السير مالكولم ستيفنسون مفوضًا للتاج. |
| 1925  | | أعلنت بريطانيا أن قبرص أضحت مستعمرة للتاج البريطاني. وتعيين السير مالكولم ستيفنسون حاكمًا لها. |
| 1926  | | أصبح السير رونالد ستورس حاكماً. |
| 1931  | | حرض القبارصة اليونانيون الذين طالبوا بالوحدة مع اليونان على أعمال شغب خطيرة. فاحترق مقر الحكومة في نيقوسيا. وأعلنت الأحكام العرفية بعد ذلك وألغي المجلس التشريعي. تم حظر النشيد الوطني اليوناني وعرض العلم اليوناني. اخترع البريطانيون مصطلحي قبرصي يوناني وقبرصي تركي واستخدموا المصطلح الأخير ضد القبارصة اليونانيين لوقف مطالب إنوسيس. |
| 1933  | | أصبح السير هربرت ريتشموند بالمر حاكماً. |
| 1939  | | قاتل القبارصة مع البريطانيون في الحرب العالمية الثانية، وبعد الحرب طالب القبارصة اليونانيون بإنوسيس. بينما أراد القبارصة الأتراك استمرار الحكم البريطاني. |
| 1939  | أصبح السير وليام دينيس باترشيل حاكمًا. | |
| 1946  | | بدأت الحكومة البريطانية في سجن آلاف اليهود المشردين في معسكرات في قبرص. |
| 1946  | أصبح السير ريجينالد فليتشر لورد وينستر حاكمًا. | |
| 1949  | | أنهت الحكومة البريطانية سجن اليهود المهجرين في قبرص. |
| 1950  | | تم انتخاب رئيس الأساقفة مكاريوس الثالث زعيمًا سياسيًا وروحيًا لقبرص، ورئيسًا للكنيسة الأرثوذكسية القبرصية المستقلة وزعيم حملة إنوسيس بدعم من اليونان. |
| 1954  | | أصبح السير روبرت بيرسيفال أرميتاج حاكما. |
| 1954  | 28 يوليو | قال وزير الدولة للمستعمرات هنري هوبكنسون: «إن هناك مناطق معينة في الكومنولث "بسبب ظروفها الخاصة لا يمكنها أن تكون مستقلة تمامًا». |
| 1955  | 1 أبريل | سلسلة من الهجمات بالقنابل إيذانا ببدء حملة عنيفة من أجل إنوسيس من المنظمة الوطنية للمقاتلين القبارصة (المنظمة الوطنية للمقاتلين القبارصة) بقيادة جورجيوس جريفاس العقيد القبرصي السابق في الجيش اليوناني. أدار جريفاس حرب العصابات من مخبأ سري في جبال ترودوس. |
| 1956  | | رحلت بريطانيا مكاريوس إلى جزر سيشل في محاولة لقمع التمرد. |
| 1957  | | تم استبدال المشير السير جون هاردينغ بالحاكم المدني السير هيو فوت في خطوة تصالحية. |
| 1958  | 27 يناير | حالة الطوارئ القبرصية: انتهاء يومين من أعمال الشغب الخطيرة التي قام بها القبارصة الأتراك. ومقتل سبعة على يد قوات الأمن البريطانية. |
| 1958  | 7 يونيو | تعرض المكتب الصحفي التركي في نيقوسيا لهجوم بالقنابل. اشتباكات طائفية بين القبارصة الأتراك واليونانين. في 26 يونيو 1984 اعترف زعيم القبارصة الأتراك رؤوف دنكطاش على قناة آي تي في البريطانية بأن القنبلة وضعها الأتراك أنفسهم لإثارة التوتر. وفي 9 يناير 1995 كرر دنكطاش ادعائه للصحيفة التركية الشهيرة ملليت في تركيا. |
| 1958  | 12 يونيو | أول مذبحة بين اليونانيين والأتراك في قبرص. أفرجت الشرطة البريطانية عن مجموعة من 35 يونانيًا في منطقة جنيلي. ولكن اعترضتهم عصابة تركية وقتلت بعضهم بسبب الاشتباه في التحضير لهجوم على حي سكايلورا التركي. |
| 1959  | 28 أكتوبر | ناشد المطران مكاريوس الثالث والدكتور فاضل كوجوك مجتمعاتهما تسليم الأسلحة غير القانونية. |
| 1959  | 15 نوفمبر | الموعد النهائي لتسليم الأسلحة غير المشروعة. |
| 1960  | | انتهاء الاحتلال البريطاني. |
| 1960  | وقعت الحكومات البريطانية واليونانية والتركية على معاهدة الضمان لمنح قبرص استقلالها داخل دول الكومنولث والسماح بالاحتفاظ بقواعد بريطانية السيادة في أكروتيري ودكليا. بموجب المعاهدة حصلت كل قوة على الحق في القيام بعمل عسكري في مواجهة أي تهديد للدستور. أصبحت قبرص مستقلة عن الحكم الأجنبي. أصبح رئيس الأساقفة القبرصي اليوناني مكاريوس أول رئيس، مع القبرصي التركي الدكتور كوتشوك نائبه. كلاهما له حق النقض. حصل القبارصة الأتراك الذين شكلوا 18٪ من السكان على منصب نائب الرئيس، وثلاثة من أصل عشرة مناصب وزارية و 30٪ من الوظائف في الخدمة العامة. كما تم ضمان تمثيلهم بنسبة 40٪ في الجيش والخدمات البلدية المنفصلة في المدن الخمس الكبرى. بشكل عام تمت صياغة دستور معقد للغاية والذي تطلب أغلبية الأصوات بشكل عام وكذلك داخل كل مجتمع للعديد من القرارات. | |
| 1963  | | بدأ القبارصة اليونانيون ينظرون إلى الدستور على أنه غير عملي واقترحوا تغييرات تلغي جميع حقوق النقض والعديد من البنود العرقية ماسمي بخطة أكريتاس؛ ورفض القبارصة الأتراك والحكومة التركية تلك المقترحات. فاندلع القتال بين الطوائف. تم قصف تيليريا بقنابل النابالم. تم إرسال قوة حفظ السلام التابعة للأمم المتحدة، لكنها سرعان ما أثبتت عدم قدرتها على منع الحوادث. وانسحب الآلاف من القبارصة الأتراك إلى الجيوب حيث فرض عليهم القبارصة اليونانيون الحظر. حاولت الأمم المتحدة تزويدهم بالطعام والدواء. |
| 1964  | | معركة تليريا: القوات القبرصية اليونانية تقتحم جيب كوكينا الخاضع للسيطرة التركية، مما دفع تركيا إلى التدخل العسكري والضربات الجوية على القوات اليونانية. ومع ذلك منع الضغط السوفيتي الأتراك من المضي قدمًا، وعندما انتهت المعركة بعد أربعة أيام من القتال العنيف، تقلص جيب كوكينا إلى 50-40٪ من حجمه الأصلي. |
| 1971  | | إنشاء منظمة إيوكا-ب. |
| 1973  | | خروج الأتراك من جيوبهم. |
| 1974  | 15 يوليو | لإطاحة بالرئيس مكاريوس الثالث بعد انقلاب عسكري عليه بمساعدة اليونان. |
| 1974  | 20 يوليو | بدأ التدخل العسكري التركي في قبرص بموجب المادة 4 من معاهدة الضمان (1960) التي أبرمتها تركيا، بعد اجتماعات الأمم المتحدة الفاشلة للحصول على دعم دولي. انظر: التسلسل الزمني للأحداث في قبرص 1974. |
| 1975  | | أعلن الأتراك دولة فيدرالية في الشمال بقيادة رؤوف دنكتاش. ظلت قوات الأمم المتحدة عازلة بين المنطقتين. |
| 1977  | | توفي مكاريوس. وخلفه سبيروس كبريانو. |
| 1983  | | أعلنت الدولة الفدرالية التركية نفسها جمهورية شمال قبرص التركية المستقلة برئاسة دنكتاش. لم تعترف بها أي دولة باستثناء تركيا وتمت مقاطعتها رسميًا. |
| 1992  | | بدأت المحادثات التي ترعاها الأمم المتحدة بين الجانبين. |
| 1995  | | وصلت محادثات الأمم المتحدة إلى طريق مسدود، ولكن مع الالتزام باستئنافها. |

## القرن 21
| السنة | التاريخ  | الحدث |
| ----- | -------- | --- |
| 2001  |          | وجدت المحكمة الأوروبية لحقوق الإنسان أن تركيا مذنبة لاستمرار انتهاكها حقوق الإنسان ضد القبارصة اليونانيين. |
| 2003  |          | تم تعيين قبرص للانضمام إلى الاتحاد الأوروبي في مايو 2004. وجددت المفاوضات حول وضع الجزيرة. |
| 2003  | 23 أبريل | فتح الخط الذي يقسم شطري قبرص جزئياً. وعبر آلاف القبارصة الأتراك واليونانيين المنطقة العازلة إلى "الجانب الآخر" بعد 30 عاما. |
| 2004  | 24 أبريل | الاستفتاء على خطة أنان: قبل غالبية القبارصة الأتراك خطة أنان، لكن القبارصة اليونانيين رفضوها بأغلبية ساحقة. |
| 2004  | 1 مايو   | انضمت جمهورية قبرص ذات السيادة إلى الاتحاد الأوروبي، ولكن تم تعليق مكتسبات الاتحاد الأوروبي في الشمال المحتل وأكروتيري وديكيليا والمنطقة العازلة للأمم المتحدة.                                                                 |
| 2008  |          | حل ديميتريس خريستوفياس مكان تاسوس بابادوبولوس كرئيس لجمهورية قبرص. كانت هذه هي المرة الأولى التي يدخل فيها زعيم الحزب الشيوعي القبرصي اليوناني أكيل السباق الرئاسي. كان في ذلك الوقت الزعيم الشيوعي الوحيد في الاتحاد الأوروبي. |